# Quietismo político no Islã
No contexto dos aspectos políticos do Islã, o termo quietismo político no Islã tem sido usado para a retirada por motivos religiosos de assuntos políticos ou ceticismo de que meros humanos podem estabelecer um verdadeiro governo islâmico. Como tal, seria o oposto do Islã político, que sustenta que a religião e a política islâmicas seriam inseparáveis. Também tem sido usado para descrever os muçulmanos que acreditam que os muçulmanos devem apoiar o governo islâmico, mas que é "proibido se rebelar contra um governante"; e muçulmanos que apoiam o governo islâmico no momento certo no futuro, quando um consenso de estudiosos islâmicos ou décimo segundo imã o exigirem. Os sunitas da Arábia Saudita e os salafistas às vezes são descritos como tendo asas "quietistas" e "radicais".

## Visão geral
Alguns analistas argumentam que "a cultura política islâmica promove o quietismo político", especialmente quando confrontados com formas de liderança absoluta, como autocracia, monarquia ou califado, e citam uma "famosa admoestação islâmica: 'Melhor cem anos do Tirania do sultão do que um ano de tirania de algumas pessoas sobre as outras  `" Outras escrituras sagradas que fornecem fundamento para o quietismo político no Islã incluem o ayat 'Obedeça a Deus, obedeça ao seu Profeta e obedeça aqueles entre vocês que detêm autoridade' ( Q4:59 ) e o hadith : 'Obedeça aquele que detém autoridade sobre você, mesmo que ele seja um escravo etíope mutilado' Outros ditos "comumente citados", mas não bíblicos, entre juristas e teólogos sunitas que encorajam a aceitação sobre a resistência incluem "cujo poder prevalece deve ser obedecido" e "o mundo pode viver com a tirania, mas não com a anarquia".
Saud al-Sarhan em seu tratado Quietismo Political Quietism in Islam: Sunni and Shi'i Practice and Thought afirma que in medieval times in back drop of power of Muslim empire supremos became absolute and being quiet became virtue of ideal citizens , gênero de Nasihat e literatura de aconselhamento começou a prosperar. De acordo com o objetivo da literatura de aconselhamento de al-Sarhan, naqueles tempos era ajudar a preservar a autoridade política como parte da atividade silenciosa pragmática. al-Sarhan afirma ainda que a autoria persa do século 12, enquanto sintetiza o ativismo político por um lado, cedeu muito ao absolutismo divinamente sancionado dos califas, por outro. A estratégia através da literatura de aconselhamento era uma expressão sutil de ativismo político que clamava por uma governança justa e sólida dentro dos quatro cantos dos ditames religiosos, enquanto a continuação da obediência pragmática à autoridade no poder.

Mufti Egípcio Muhammad Sayyid Tantawy deu uma entrevista (1988) argumentando, entre outras coisas, que o tradicional dever islâmico de hisbah quando administrado pela" mão " (em vez de palavra ou silenciosamente) na sociedade maior, estava reservado para as autoridades. De acordo com o estudioso Ocidental Bernard Lewis, o quietismo é contrastado com o islamismo" ativista":
Existem em particular duas tradições políticas, uma das quais pode ser chamada de quietista, a outra ativista. Os argumentos a favor de ambos são baseados, assim como a maioria dos primeiros argumentos islâmicos, no Livro Sagrado e nas ações e ditos do Profeta. A tradição quietista obviamente repousa no Profeta como soberano, como juiz e estadista. Mas antes de o Profeta se tornar chefe de Estado, ele era um rebelde. Antes de viajar de Meca para Medina, onde se tornou soberano, ele era um oponente da ordem então existente. Ele liderou uma oposição contra a oligarquia pagã de Meca e a certa altura se exilou e formou o que em linguagem moderna pode ser chamado de "governo no exílio", com o qual finalmente pôde retornar triunfante à sua terra natal e estabelecer o Estado islâmico em Meca. .. O Profeta como rebelde forneceu uma espécie de paradigma de revolução – oposição e rejeição, retirada e partida, exílio e retorno. Repetidas vezes, movimentos de oposição na história islâmica tentaram repetir esse padrão.

## Quietismo entre os salafistas
Contrastando os quietistas salafistas com as insurgências armadas de movimentos extremistas islâmicos e organizações terroristas que aderem às doutrinas jihadistas-salafistas, como a Al-Qaeda, ISIL/ISIS/IS/Daesh e Boko Haram, observa o jornalista ocidental Graeme Wood que enquanto ambos acreditam que a lei de Deus é a única lei e estão "comprometidos" em expandir o Dar al-Islam (a terra do Islã), os quietistas salafistas compartilham a preocupação de outros muçulmanos quietistas sobre a desunião na comunidade muçulmana ( Ummah ). Wood cita um pregador salafista dizendo: “O Profeta disse: enquanto o governante não entrar em claro kufr [descrença], dê-lhe obediência geral”, mesmo que ele seja um pecador. Todos os clássicos “livros de credo” advertem contra a agitação social. Wood descreve esses quietistas como acreditando que "os muçulmanos devem direcionar suas energias para aperfeiçoar sua vida pessoal, incluindo oração, ritual e higiene", em vez de jihad e conquista. Ele compara a "quantidade excessiva de tempo" gasto em debater questões desnecessárias como o comprimento adequado das calças e se as barbas podem ser aparadas em algumas áreas, com os judeus ultraortodoxos (...)" Sidney Jones do ICG relata que o salafismo (silencioso) não é ativismo político e pode ser mais uma barreira para a expansão das atividades jihadistas do que um facilitador.
O estudioso ocidental Joas Wagemakers descreve os quietistas salafistas como focando "na propagação de sua mensagem (da'wah) através de lições, sermões e outras atividades missionárias e ficar longe da política e da violência, que eles deixam para o governante". Outro estudioso ocidental - Quintan Wiktorowicz - usa o termo purista para descrever salafistas que soam semelhantes (de acordo com Jacob Olidort) ao que Wagemakers descreve como quietista : “eles enfatizam um foco em métodos não violentos de propagação, purificação e educação. Eles veem a política como uma diversão que encoraja o desvio.” 
O estudioso ocidental Jacob Olidort descreve o estudioso salafista Muhammad Nasiruddin al-Albani (falecido em 1999) como "o salafista quietista mais proeminente do século passado". Seu lema era  “mais tarde na vida” era: “a melhor política é ficar fora da política”.  Hoje, seus alunos variam de Madkhalis - que Olidort descreve como os "quietistas absolutos" - aos violentos insurgentes Ikhwan que planejaram e perpetraram o cerco de Meca em 1979. Olidort argumenta que quietista é "um rótulo inadequado para descrever as ambições de Albani e seus seguidores".

### Divisões entre os salafistas
Movimentos salafistas modernos, como a Irmandade Muçulmana, fundada no Egito na década de 1920, cooptaram a tradição sufi de 'uzla' ou retirada de assuntos mundanos e quietismo político como uma forma de "jihad suave" contra outros muçulmanos. Pode-se dizer que Sayyid Qutb fundou o movimento real do islamismo radical . Ele foi um líder proeminente da Irmandade Muçulmana e um ideólogo islâmico altamente influente, e o primeiro a articular esses princípios anatemizantes em sua obra magna Fī ẓilāl al-Qurʾān ( À sombra do Alcorão ) e seu 1966 manifesto Maʿālim fīl-ṭarīq ( Marcos ), que levaram à sua execução pelo governo egípcio. Outros movimentos salafistas no Oriente Médio e Norte da África e em todo o mundo muçulmano adotaram muitos de seus princípios islâmicos. De acordo com Qutb, a comunidade muçulmana foi extinta há vários séculos e revertida para jahiliyah (a era pré-islâmica da ignorância) porque aqueles que se chamam muçulmanos não seguiram a lei da sharia. A fim de restaurar o Islã, trazer de volta seus dias de glória e libertar os muçulmanos das garras da ignorância, Qutb propôs o afastamento da sociedade moderna, estabelecendo uma vanguarda modelada nos primeiros muçulmanos, pregando e preparando-se para a pobreza ou mesmo a morte. como preparação para a jihad contra o que ele percebeu como governo/sociedade jahili, e derrubá-los. Qutbismo, a ideologia islâmica radical derivada das idéias de Qutb, foi denunciada por muitos estudiosos muçulmanos proeminentes, bem como outros membros da Irmandade Muçulmana, como Yusuf al-Qaradawi .

## Quietismo dentro do sufismo
A ética de alguns companheiros de Maomé, que se tornaram paradigmas do que pode ser chamado de um isolacionismo sunita primitivo, foi posteriormente adotada por grupos ascéticos muçulmanos, que mais tarde seriam conhecidos como sufis . No entanto, ao contrário dos primeiros companheiros, que demarcavam a reclusão de práticas não-islâmicas como o monaquismo e dela retiravam  qualquer sugestão de divisão, havia aqueles entre os sufis que consideravam "a reclusão ascética apenas como o meio de alcançar a bondade". Além disso, alguns dos companheiros interpretaram essas recomendações proféticas e corânicas figurativamente. Al-Hakim al-Tirmidhi (750-869 EC), um jurista sunita e um dos grandes autores iniciais do sufismo, discute um relatório atribuído ao companheiro e primeiro califa Abū Bakr al-Ṣiddīq onde este define 'uzla ou retiro em o sentido corporal como sinônimo de monaquismo. Al-Tirmidhi faz uma dicotomia retórica que evita o corpo / evita o coração entre cristãos e judeus, que evitam o mundo com seus corpos, e muçulmanos, que evitam o mundo com seus corações para conquistar seus egos. Isso resultou em um debate dentro do movimento sufi sobre que forma o ascetismo deveria tomar, com sufis esclarecidos argumentando a favor de evitar o mundo com o coração, já que a moralidade deve ser concebida em um contexto social e o verdadeiro santo deve ser aquele que participa na vida social e econômica da sociedade. Após a morte do profeta Muhammad e os assassinatos dos califas corretamente guiados, os sufis consideraram inúteis as tentativas de se melhorar este mundo e, portanto, "pegaram o conceito corânico de tawakkul (confiança em Deus) e o desenvolveram em quietismo político".
Javad Nurbakhsh declarou: "Na prática sufi, o quietismo e a reclusão - sentar-se em isolamento, ocupar-se dia e noite em devoções - são condenados". Os sufis devem possuir "vidas profissionais ativas" e estar "a serviço da criação", ou seja, servir ativamente no mundo dando "generosamente para ajudar os outros". Todavia, no passado, alguns mestres sufis "retiraram-se da sociedade dominante para evitar o assédio por multidões incitadas por clérigos hostis que marcavam todos os sufis como incrédulos e hereges". Por outro lado, Inayat Khan afirmou que "o sufismo é a antiga escola de sabedoria, de quietismo, e tem sido a origem de muitos cultos de natureza mística e filosófica". A estudiosa Nikki Keddie também afirma que tradicionalmente os sufis eram "geralmente notados mais pelo quietismo político do que pelo ativismo encontrado nas seitas".

## Quietismo no islamismo xiita
No xiismo duodecimano, líderes religiosos que têm sido descritos como" quietistas" incluem;
- Aiatola Muhammad Hossein Naini, um líder durante a Revolução Constitucional do Irã (1906);
- Aiatola Seyyed Hossein Borujerdi, a proeminente marja do Irã de 1947 até sua morte em 1961;
- Aiatola Muhsin al-Hakim, a proeminente marja do Iraque de 1961 até sua morte em 1970;
- Aiatola Abu al-Qasim al-Khoei, a proeminente marja do Iraque de 1970 até sua morte em 1992;
- Aiatola Ali al-Sistani, atualmente um dos, Se não os líderes clérigos xiitas do Iraque.
- Quase todos os estudiosos xiitas da Najaf hawza. no Iraque são considerados "quietistas".

A sua postura não é uma retirada completa da política, pois afirmam que um "verdadeiro governo islâmico" não pode ser estabelecido até o retorno do décimo segundo Imam . Até agora, os muçulmanos devem "procurar a melhor forma de governo", aconselhando os governantes a garantir que "leis hostis à sharia" não sejam implementadas. No entanto, outros (por exemplo, Ali al-Sistani) aconselham um sistema de governo pluralista e democrático até o retorno do Mahdi. Seu "quietismo" é justificado pela noção de que os humanos são propensos a erros ou corrupção, portanto, nenhum humano mortal pode estabelecer um governo islâmico justo na Terra.  Portanto, muitos deles se opõem ao conceito iraniano "não-quietista" de Tutela dos Juristas Islâmicos . 